# Championnats d'Afrique de cyclisme sur route
Les Championnats d'Afrique de cyclisme sur route sont une série de compétitions cyclistes organisée régulièrement depuis 2005. L'épreuve fait partie de l'UCI Africa Tour. En 2001, des championnats masculins non officiels avaient été organisés.

## Lieux des compétitions
| Année | Pays               | Ville              |
| ----- | ------------------ | ------------------ |
| 2005  | Égypte             |                    |
| 2006  | Maurice            | Port Louis         |
| 2007  | Maroc              | Casablanca         |
| 2008  | Cameroun           | Yaoundé            |
| 2009  | Namibie            | Windhoek           |
| 2010  | Rwanda             | Kigali             |
| 2011  | Érythrée           | Asmara             |
| 2012  | Burkina Faso       | Ouagadougou        |
| 2013  | Égypte             | Charm el-Cheikh    |
| 2014  | Pas de compétition | Pas de compétition |

| Année | Pays               | Ville              |
| ----- | ------------------ | ------------------ |
| 2015  | Afrique du Sud     | Wartburg           |
| 2016  | Maroc              | Casablanca         |
| 2017  | Égypte             | Louxor             |
| 2018  | Rwanda             | Kigali             |
| 2019  | Éthiopie           | Baher Dar          |
| 2020  | Pas de compétition | Pas de compétition |
| 2021  | Égypte             | Sheikh Zayed City  |
| 2022  | Égypte             | Charm el-Cheikh    |
| 2023  | Ghana              | Accra              |
| 2024  | Kenya              | Eldoret            |

## Palmarès masculin
| Année | Champion               | 2e                          | 3e                         |
| 2001  | Jacques Fullard        | Douglas Ryder               | Ross Grant                 |
| 2005  | Rupert Rheeder         | Thomas Desvaux              | Abdel Esham                |
| 2006  | Darren Lill            | Daniel Spence               | Robert Hunter              |
| 2007  | Nicholas White         | Johann Rabie                | Jay Robert Thomson         |
| 2008  | Dan Craven             | Hassan Zahboune             | Abdelmalek Madani          |
| 2009  | Ian McLeod             | Jay Robert Thomson          | Erik Hoffmann              |
| 2010  | Daniel Teklehaimanot   | Meron Russom                | Dan Craven                 |
| 2011  | Natnael Berhane        | Tesfay Abraha               | Jacques Janse van Rensburg |
| 2012  | Natnael Berhane        | Jay Robert Thomson          | Fregalsi Debesay           |
| 2013  | Tesfom Okbamariam      | Dan Craven                  | Merhawi Kudus              |
| 2015  | Louis Meintjes         | Jay Robert Thomson          | Jacques Janse van Rensburg |
| 2016  | Tesfom Okubamariam     | Youcef Reguigui             | Mekseb Debesay             |
| 2017  | Willie Smit            | Meron Abraham               | Ahmed Amine Galdoune       |
| 2018  | Amanuel Gebreigzabhier | Metkel Eyob                 | Azzedine Lagab             |
| 2019  | Mekseb Debesay         | Azzedine Lagab              | Youcef Reguigui            |
| 2021  | Ryan Gibbons           | Nassim Saidi                | Youcef Reguigui            |
| 2022  | Henok Mulubrhan        | Reinardt Janse van Rensburg | Hamza Amari                |
| 2023  | Henok Mulubrhan        | Yacine Hamza                | Achraf Ed Doghmy           |
| 2024  | Henok Mulubrhan        | Emile Van Niekerk           | Charles Kagimu             |

| Année | Champion             | 2e                          | 3e                          |
| 2001  | Simon Kessler        | Morne Bester                | Mohamed Abdel Fattah        |
| 2005  | Alex Pavlov          | Rafaâ Chtioui               | Rupert Rheeder              |
| 2006  | Robert Hunter        | Dan Craven                  | Daryl Impey                 |
| 2007  | Nicholas White       | Jay Robert Thomson          | Bereket Yemane              |
| 2008  | Jay Robert Thomson   | Nicholas White              | Dan Craven                  |
| 2009  | Jay Robert Thomson   | Reinardt Janse van Rensburg | Erik Hoffmann               |
| 2010  | Daniel Teklehaimanot | Reinardt Janse van Rensburg | Azzedine Lagab              |
| 2011  | Daniel Teklehaimanot | Louis Meintjes              | Reinardt Janse van Rensburg |
| 2012  | Daniel Teklehaimanot | Tsgabu Grmay                | Jay Robert Thomson          |
| 2013  | Daniel Teklehaimanot | Willie Smit                 | Johannes Christoffel Nel    |
| 2015  | Tsgabu Grmay         | Daniel Teklehaimanot        | Reinardt Janse van Rensburg |
| 2016  | Mouhssine Lahsaini   | Tsgabu Grmay                | Daniel Teklehaimanot        |
| 2017  | Meron Teshome        | Stefan de Bod               | Awet Habtom                 |
| 2018  | Mekseb Debesay       | Jean Bosco Nsengimana       | Joseph Areruya              |
| 2019  | Stefan de Bod        | Sirak Tesfom                | Ryan Gibbons                |
| 2021  | Ryan Gibbons         | Kent Main                   | Moïse Mugisha               |
| 2022  | Gustav Basson        | Henok Mulubrhan             | Jean Bosco Nsengimana       |
| 2023  | Charles Kagimu       | Moïse Mugisha               | Henok Mulubrhan             |
| 2024  | Charles Kagimu       | Brandon Downes              | Adil El Arbaoui             |

### Contre-la-montre par équipes
| Année | Vainqueur                                                                                      | 2e                                                                                            | 3e                                                                                   |
| 2009  | Afrique du Sud Reinardt Janse van Rensburg Ian McLeod Jay Robert Thomson Christoff van Heerden | Namibie Jacques Celliers Heinrich Koehne Victor Krohne Lotto Petrus                           | Libye Mohamed Ali Almabruk Abubregh Faysal Shaban Alsharaa Ahmed Belgasem            |
| 2010  | Érythrée Fregalsi Debesay Meron Russom Tesfai Teklit Daniel Teklehaimanot                      | Afrique du Sud Reinardt Janse van Rensburg Luthando Kaka Jason Bakke                          | Éthiopie Msgena Kindeya Sollomon Bittew Shiferaw Goton Biru                          |
| 2011  | Érythrée Natnael Berhane Fregalsi Debesay Jani Tewelde Daniel Teklehaimanot                    | Afrique du Sud Reinardt Janse van Rensburg Herman Fouche Louis Meintjes Jacobus Venter        | Maroc Reda Aadel Adil Jelloul Mouhssine Lahsaini Abdelati Saadoune                   |
| 2012  | Érythrée Natnael Berhane Fregalsi Debesay Daniel Teklehaimanot Jani Tewelde                    | Tunisie Akkouche Said Ali Rafaâ Chtioui Maher Hasnaoui Ahmed M'Raïhi                          | Algérie Adil Barbari Hichem Chaabane Karim Hadjbouzit Fayçal Hamza                   |
| 2013  | Érythrée Natnael Berhane Meron Russom Daniel Teklehaimanot Meron Teshome                       | Algérie Adil Barbari Hichem Chaabane Azzedine Lagab Abdelmalek Madani                         | Afrique du Sud Calvin Beneke Shaun-Nick Bester Johannes Christoffel Nel Ryan Gibbons |
| 2015  | Érythrée Natnael Berhane Mekseb Debesay Merhawi Kudus Daniel Teklehaimanot                     | Afrique du Sud Nicholas Dlamini Reinardt Janse van Rensburg Louis Meintjes Jay Robert Thomson | Éthiopie Getachew Atsbha Temesgen Buru Kibrom Hailay Tsgabu Grmay                    |
| 2016  | Érythrée Elias Afewerki Tesfom Okubamariam Amanuel Gebrezgabihier Mekseb Debesay               | Algérie Azzedine Lagab Abderrahmane Mansouri Abderrahmane Bechlaghem Nassim Saidi             | Maroc Lahcen Saber Mouhssine Lahsaini Salaheddine Mraouni Mohamed Er Rafai           |
| 2017  | Érythrée Meron Abraham Awet Habtom Amanuel Gebrezgabihier Meron Teshome                        | Algérie Azzedine Lagab Abdelkader Belmokhtar Abderrahmane Mansouri Abdellah Ben Youcef        | Rwanda Joseph Areruya Samuel Mugisha Valens Ndayisenga Jean Bosco Nsengimana         |
| 2018  | Érythrée Mekseb Debesay Amanuel Gebreigzabhier Metkel Eyob Saymon Musie                        | Rwanda Adrien Niyonshuti Valens Ndayisenga Jean Bosco Nsengimana Joseph Areruya               | Algérie Azzedine Lagab Youcef Reguigui Abderrahmane Mansouri Islam Mansouri          |
| 2019  | Érythrée Meron Teshome Yakob Debesay Mekseb Debesay Sirak Tesfom                               | Rwanda Valens Ndayisenga Moïse Mugisha Jean Bosco Nsengimana Jean Claude Uwizeye              | Éthiopie Tesfay Teklehaymanot Temesgen Buru Redwan Ebrahim Fiseha Gebremariam        |
| 2021  | Afrique du Sud Ryan Gibbons Kent Main Gustav Basson Jason Oosthuizen                           | Rwanda Jean Bosco Nsengimana Moïse Mugisha Jean Eric Habimana Joseph Areruya                  | Algérie Nassim Saidi Youcef Reguigui Hamza Mansouri Azzedine Lagab                   |
| 2022  | Érythrée Aklilu Gebrehiwet Mikiel Habtom Henok Mulubrhan Dawit Yemane                          | Afrique du Sud Gustav Basson Reinardt Janse van Rensburg Kent Main Callum Ormiston            | Algérie Salah Eddine Ayoubi Cherki Azzedine Lagab Hamza Mansouri Islam Mansouri      |
| 2023  | Algérie Nassim Saidi Azzedine Lagab Hamza Amari Hamza Mansouri                                 | Érythrée Nahom Zerai Henok Mulubrhan Milkias Kudus Aklilu Arefayne                            | Rwanda Renus Byiza Uhiriwe Jean Bosco Nsengimana Etienne Tuyizere Moïse Mugisha      |

## Palmarès féminin
| Année | Championne            | 2e                           | 3e                       |
| 2005  | Anke Erlank           | Marissa van der Merwe        | Chrissie Viljoen         |
| 2006  | Yolandi du Toit       | Ronel Van Wyk                | Marissa van der Merwe    |
| 2007  | Marissa van der Merwe | Lynette Burger               | Yolandi du Toit          |
| 2008  | Cassandra Slingerland | Marissa van der Merwe        | Aurélie Halbwachs        |
| 2009  | Lynette Burger        | Cherise Taylor               | Lizanne Naude            |
| 2010  | Lylanie Lauwrens      | Lise Olivier                 | Aurélie Halbwachs        |
| 2011  | Ashleigh Moolman      | Cherise Taylor               | Aurélie Halbwachs        |
| 2012  | Ashleigh Moolman      | An-Li Pretorius              | Lise Olivier             |
| 2013  | Ashleigh Moolman      | Vera Adrian                  | Wehazit Kidane           |
| 2015  | Ashleigh Moolman      | Lise Olivier                 | Hadnet Kidane            |
| 2016  | Vera Adrian           | An-Li Kachelhoffer           | Kimberley Le Court       |
| 2017  | Aurélie Halbwachs     | Kimberley Le Court           | Charlene Roux            |
| 2018  | Bisrat Ghebremeskel   | Tsega Beyene                 | Mossana Debesay          |
| 2019  | Mossana Debesay       | Eyeru Tesfoam Gebru          | Joanna van de Winkel     |
| 2021  | Carla Oberholzer      | Hayley Preen                 | Vera Looser              |
| 2022  | Ebtissam Zayed Ahmed  | Kimberley Le Court De Billot | Awa Bamogo               |
| 2023  | Ese Lovina Ukpeseraye | Awa Bamogo                   | Lucie de Marigny-Lagesse |
| 2024  | Ashleigh Moolman      | Adiam Dawit                  | Diane Ingabire           |

| Année | Championne            | 2e                         | 3e                           |
| 2005  | Anke Erlank           | Dianne Emery               | Chrissie Viljoen             |
| 2006  | Aurélie Halbwachs     | Ronel Van Wyk              | Linda Davidson               |
| 2007  | Lynette Burger        | Yolandi du Toit            | Aurélie Halbwachs            |
| 2008  | Cassandra Slingerland | Marissa van der Merwe      | Aurélie Halbwachs            |
| 2009  | Cassandra Slingerland | Lynette Burger             | Aurélie Halbwachs            |
| 2010  | Lylanie Lauwrens      | Aurélie Halbwachs          | Lizanne Naude                |
| 2011  | Cherise Taylor        | Ashleigh Moolman           | Aurélie Halbwachs            |
| 2012  | Ashleigh Moolman      | An-Li Pretorius            | Vera Adrian                  |
| 2013  | Ashleigh Moolman      | Wehazit Kidane             | Vera Adrian                  |
| 2015  | Ashleigh Moolman      | Heidi Dalton               | Aurélie Halbwachs            |
| 2016  | Vera Adrian           | Jeanne D'arc Girubuntu     | Samantha Sanders             |
| 2017  | Aurélie Halbwachs     | Mossana Debesai            | Juanita Venter               |
| 2018  | Mossana Debesay       | Selam Ahama Gerefiel       | Eyeru Tesfoam Gebru          |
| 2019  | Selam Ahama Gerefiel  | Eyeru Tesfoam Gebru        | Desiet Kidane                |
| 2021  | Carla Oberholzer      | Frances Janse van Rensburg | Vera Looser                  |
| 2022  | Nesrine Houili        | Ebtissam Zayed Ahmed       | Kerry Jonker                 |
| 2023  | Aurélie Halbwachs     | Valantine Nzayisenga       | Kimberley Le Court de Billot |
| 2024  | Lucy Young            | Ashleigh Moolman           | Melissa Hinz                 |

### Contre-la-montre par équipes
| Année | Vainqueur                                                                                         | 2e                                                                                               | 3e                                                                                         |
| 2013  | Érythrée Tsehainesh Fitsum Yorsalem Ghebru Wehazit Kidane Senayt Mengsteab                        | Nigeria Tombrapa Gladys Grikpa Rosemary Marcus Glory Odiase                                      | Éthiopie Meseret Hagos Selam Hagos Eyerusalem Kelil Hadnet Kidane                          |
| 2015  | Afrique du Sud Ashleigh Moolman Heidi Dalton Lynette Burger An-li Pretorius                       | Namibie Vera Adrian Michelle Vorster Irene Steyn                                                 | Érythrée Tsehainesh Fitsum Yohana Dawit Wehazit Kidane Mossana Debesay                     |
| 2016  | Afrique du Sud Samantha Sanders An-Li Kachelhoffer Lise Olivier Anriette Schoeman                 | Éthiopie Tsega Beyene Eyaru Tesfuam Mhirte Asgele Eden Bekele                                    | Érythrée Wehazit Kidane Mossana Debesai Wogahta Ghebrehiwet Yohana Dawit                   |
| 2017  | Érythrée Wehazit Kidane Mossana Debesay Bisrat Ghebremeskel Wegaheta Gebrihiwt                    | Éthiopie Eyeru Gebru Abrha Birhan Fkadu Tsega Beyene Selam Ahama Gerefiel                        | Égypte Ebtisam Zayed Menatalla Essam Donia Rashwan Fatma Hagrus                            |
| 2018  | Éthiopie Selam Ahama Gerefiel Eyeru Tesfoam Gebru Tsega Beyene Eyerusalem Kelil                   | Érythrée Mossana Debesay Wehazit Kidane Tighisti Ghebrihiwet Bisrat Ghebremeskel                 | Rwanda Jeanne d'Arc Girubuntu Beatha Ingabire Magnifique Manizabayo Jacqueline Tuyishimire |
| 2019  | Éthiopie Eyeru Haftu Reda Eyeru Tesfoam Gebru Selam Ahama Gerefiel Tsega Beyene                   | Érythrée Zinab Fitsum Tighisti Ghebrihiwet Mossana Debesay Desiet Kidane                         | Rwanda Genevieve Mukundente Beatha Ingabire Olive Izerimana Jacqueline Tuyishimire         |
| 2021  | Afrique du Sud Carla Oberholzer Hayley Preen Frances Janse van Rensburg Maroesjka Matthee         | Rwanda Valantine Nzayisenga Jacqueline Tuyishimire Diane Ingabire Josiane Mukashema              | Éthiopie Miheret Asegele Gebreyewhans Selam Ahama Gerefiel Serkalen Taye Watango           |
| 2022  | Érythrée Monalisa Araya Adiam Dawit Milena Fafiet Danait Fitsum                                   | Maurice Llucie De Marigny-Lagesse Celia Halbwachs Raphaelle Lamusse Kimberley Le Court De Billot | Égypte Nada Aboubalash Hapepa Eliwa Rehab Elsherbini Ebtissam Zayed Ahmed                  |
| 2023  | Maurice Lucie de Marigny-Lagesse Aurélie Halbwachs Raphaëlle Lamusse Kimberley Le Court de Billot | Namibie Anri Krugel Courtney Liebenberg Vera Looser Melissa Hinz                                 | Rwanda Xaverine Nirere Valantine Nzayisenga Diane Ingabire                                 |

## Palmarès mixte

### Contre-la-montre par équipes
| Année | Vainqueur | 2e | 3e |
| 2021  | Afrique du Sud Ryan Gibbons Kent Main Gustav Basson Carla Oberholzer Frances Janse van Rensburg Hayley Preen                                      | Rwanda Jacqueline Tuyishimire Jean Bosco Nsengimana Moïse Mugisha Jean Eric Habimana Diane Ingabire Valantine Nzayisenga | Éthiopie Serkalen Taye Watango Tsgabu Grmay Sintayehu Kebede Yared Beharu Selam Ahama Gerefiel Miheret Asegele Gebreyewhans                    |
| 2022  | Maurice Aurélien de Comarmond Llucie De Marigny-Lagesse Raphaelle Lamusse Kimberley Le Court De Billot Alexandre Mayer Christopher Rougier-Lagane | Érythrée Monalisa Araya Milena Fafiet Aklilu Gebrehiwet Mikiel Habtom Feven Haile Dawit Yemane                           | Égypte Youssef Abouelhassan Assem Elhosseiny Khalil Hapepa Eliwa Rehab Elsherbini Ahmed Saad Ebtissam Zayed Ahmed                              |
| 2023  | Maurice Aurélie Halbwachs Raphaëlle Lamusse Kimberley Le Court de Billot Alexandre Mayer Gregory Mayer Christopher Lagane                         | Rwanda Etienne Tuyizere Samuel Niyonkuru Eric Muhoza Valantine Nzayisenga Diane Ingabire Xaverine Nirere                 | Burkina Faso Awa Bamogo Pascaline Dambinga Issouf Ilboudo Vincent Mouni Bachirou Nikiema Lamoussa Zoungrana                                    |
| 2024  | Rwanda Diane Ingabire Josiane Mukashema Valantine Nzayisenga Vainqueur Masengesho Moïse Mugisha Etienne Tuyizere                                  | Érythrée Adiam Dawit Suzana Fisehaye Milena Fafiet Hebron Berhane Milkias Maekele Natan Medhanie                         | Éthiopie Gebregzabiher Mieraf Aregawi Hadush Merhawit Asgodom Serkalen Taye Watango Negasi Abreha Gereziher Geremedhin Hailemaryam Kiya Rogora |

## Palmarès masculin moins de 23 ans
Le classement espoirs est basé sur le classement de la course élite. Plusieurs champions d'Afrique ont donc également été champions d'Afrique espoirs.
| Année | Champion               | 2e                          | 3e                 |
| 2008  | Hichem Chaabane        | Daniel Teklehaimanot        | Redouane Chabaane  |
| 2009  | Lotto Petrus           | Reinardt Janse van Rensburg | Adrien Niyonshuti  |
| 2010  | Daniel Teklehaimanot   | Reinardt Janse van Rensburg | Natnael Berhane    |
| 2011  | Natnael Berhane        | Tesfay Abraha               | Youcef Reguigui    |
| 2012  | Natnael Berhane        | Hamza Merdj                 | Songezo Jim        |
| 2013  | Tesfom Okbamariam      | Merhawi Kudus               | Janvier Hadi       |
| 2015  | Jayde Julius           | Merhawi Kudus               | Temesgen Buru      |
| 2016  | Amanuel Gebrezgabihier | Jean Claude Uwizeye         | Nassim Saidi       |
| 2017  | Meron Abraham          | Ahmed Galdoune              | Joseph Areruya     |
| 2018  | Joseph Areruya         | Henok Mulubrhan             | Didier Munyaneza   |
| 2019  | Henok Mulubrhan        | Yacine Hamza                | Paul Daumont       |
| 2021  | Travis Barrett         | Ayoub Sahiri                | Jean Eric Habimana |
| 2022  | Hamza Amari            | Muhammed Amine Nhari        | Tiano Da Silva     |
| 2023  | Renus Byiza Uhiriwe    | Aklilu Arefayne             | Hamza Amari        |
| 2024  | Emile Van Niekerk      | Milkias Maekele             | Eric Muhoza        |

| Année | Champion                    | 2e                          | 3e                         |
| 2008  | Jay Robert Thomson          | Daniel Teklehaimanot        | Bereket Yemane             |
| 2009  | Reinardt Janse van Rensburg | Heiko Redecker              | Adrien Niyonshuti          |
| 2010  | Daniel Teklehaimanot        | Reinardt Janse van Rensburg | Tsgabu Grmay               |
| 2011  | Louis Meintjes              | Reda Aadel                  | Fayçal Hamza               |
| 2012  | Tsgabu Grmay                | Adil Barbari                | Natnael Berhane            |
| 2013  | Willie Smit                 | Johannes Christoffel Nel    | Adil Barbari               |
| 2015  | Merhawi Kudus               | Valens Ndayisenga           | Adil Barbari               |
| 2016  | Valens Ndayisenga           | Amanuel Gebrezgabihier      | Abderrahmane Bechlaghem    |
| 2017  | Stefan de Bod               | Awet Habtom                 | Joseph Areruya             |
| 2018  | Joseph Areruya              | Redwan Ebrahim              | Simon Musie                |
| 2019  | Moïse Mugisha               | Redwan Ebrahim              | Islam Mansouri             |
| 2021  | Hamza Mansouri              | Jean Eric Habimana          | Paul Daumont               |
| 2022  | Renus Uhiriwe               | Youssef Ahmed               | Salah Eddine Ayoubi Cherki |
| 2023  | Kiya Rogora                 | Aklilu Arefayne             | Hamza Amari                |
| 2024  | Paul Lomuria                | Lawrence Lorot              | Joshua Dike                |

## Palmarès féminin moins de 23 ans
Les courses espoirs et élites se déroulent en même temps, mais la catégorie espoirs a son propre classement depuis 2018.
| Année | Champion                   | 2e                   | 3e                   |
| 2018  | Eyeru Tesfoam Gebru        | Tighisti Ghebrihiwet | Selam Ahama Gerefiel |
| 2019  | Desiet Kidane              | Selam Ahama Gerefiel | Awa Bamogo           |
| 2021  | Frances Janse van Rensburg | Diane Ingabire       | Valantine Nzayisenga |
| 2022  | Nesrine Houili             | Hapepa Eliwa         | Minata Soro          |
| 2023  | Diane Ingabire             | Xaverine Nirere      | Nesrine Houili       |
| 2024  | Adiam Dawit                | Djazilla Umwamikazi  | Suzana Fisehaye      |

| Année | Champion                   | 2e                     | 3e                           |
| 2018  | Selam Ahama Gerefiel       | Eyeru Tesfoam Gebru    | Tighisti Ghebrihiwet         |
| 2019  | Selam Ahama Gerefiel       | Desiet Kidane          | Jacqueline Tuyishimire       |
| 2021  | Frances Janse van Rensburg | Jacqueline Tuyishimire | Diane Ingabire               |
| 2022  | Nesrine Houili             | Danait Fitsum          | Adiam Dawit                  |
| 2023  | Nesrine Houili             | Diane Ingabire         | Raja Chakir                  |
| 2024  | Suzana Fisehaye            | Adiam Dawit            | Gebregzabiher Mieraf Aregawi |

## Palmarès masculin juniors
Les championnats juniors sont créés en 2012.
| Année | Champion                | 2e                      | 3e                    |
| 2012  | Abderrahmane Bechlaghem | Nicol Germishuis        | Karim Bonkoungou      |
| 2013  | Abderrahim Zahiri       | Abderrahmane Mansouri   | Ivan Venter           |
| 2015  | El Mehdi Chokri         | Islam Mansouri          | Brandon Plaatjes      |
| 2016  | Hamza Mansouri          | Christopher Lagane      | Abdelraouf Bengayou   |
| 2017  | Hamza Mansouri          | Oussama Chablaoui       | Abdellah Loukili      |
| 2018  | Biniyam Ghirmay         | Tomas Goytom            | Hager Andemaryam      |
| 2019  | Renus Byiza Uhiriwe     | Yoel Asmerom            | Yohannes Ghebrehiwet  |
| 2021  | Etienne Tuyizere        | Mohammed Najib Sanbouli | Samuel Niyonkuru      |
| 2022  | Yoel Habteab            | Aklilu Arefayne         | Samuel Quevauvilliers |
| 2023  | Riad Bakhti             | Anes Riahi              | Achraf El Kurymy      |
| 2024  | Keven Teklemariam       | Nahom Efriem            | Siem Eyob             |

| Année | Champion                | 2e                 | 3e                      |
| 2012  | Abderrahmane Bechlaghem | Sébastien Tyack    | Abderrahmane Mansouri   |
| 2013  | Ivan Venter             | Morne Van Niekerk  | Abderrahmane Bechlaghem |
| 2015  | Gregory de Vink         | Islam Mansouri     | El Mehdi Chokri         |
| 2016  | Abdelraouf Bengayou     | Christopher Lagane | Hamza Mansouri          |
| 2017  | Hamza Mansouri          | Mohammed Medrazi   | Kiflom Gebreselassie    |
| 2018  | Biniyam Ghirmay         | Yves Nkurunziza    | Natan Medhanie          |
| 2019  | Hagos Welay Berhe       | Metkel Misgun      | Tesfu Redae             |
| 2021  | Pedri Crause            | Etienne Tuyizere   | Justin Chesterton       |
| 2022  | Aklilu Arefayne         | Yonas Tekie        | Francois Hofmeyr        |
| 2023  | Djaoued Nhari           | Lawrence Lorot     | Nasrallah Essemiani     |
| 2024  | Keven Teklemariam       | Alexander Erasmus  | Nahom Efriem            |

### Contre-la-montre par équipes
| Année | Vainqueur                                                                                   | 2e                                                                                   | 3e                                                                                   |
| 2013  | Afrique du Sud Nicholas Dlamini Jandrich Kotze Morne Van Niekerk Ivan Venter                | Maroc Abderrahim Aouida Othmane Choumouch El Mehdi Laanaya Abderrahim Zahiri         | Algérie Hichem Amari Abderrahmane Bechlaghem Abdelghani Fellah Abderrahmane Mansouri |
| 2015  | Afrique du Sud Gregory de Vink Jarrod Hattingh Enno Swanepoel John Vlok                     | Maroc Abdelilah Radif El Mehdi Chokri El Houcaine Sabbahi Mohcine El Kouraji         | Namibie Tristan de Lange Herbert Peters Brandon Plaatjes                             |
| 2016  | Maroc Anouar Motassadeq Ayoub Bairi Mohammed Medrazi Anas Jaouy                             | Algérie Abdelraouf Bengayou Amar Bradai Merouane Brinis Oussama Chablaoui            | Angola Bruno Araújo Márcio José José Rocha Antonio Vidal                             |
| 2017  | Algérie Hamza Mansouri Nadjib Assal Oussama Chablaoui Oussama Bechlaghel                    | Maroc Mohammed Medrazi Abdellah Loukili Mournir Elzhari Yassine Berjali              | Maurice Dylan Redy Benito Beemal Fabio Catherine Adriano Azor                        |
| 2018  | Érythrée Biniyam Ghirmay Tomas Goytom Hager Andemaryam Natan Medhanie                       | Rwanda Eric Habimana Yves Nkurunziza Barnabé Gahemba Jean-Claude Nzafashwanayo       | Namibie Charl du Plooy Alex Miller Schalk van der Merwe Dieter Koen                  |
| 2019  | Éthiopie Filimon Zerabruk Debay Selemon Gezae Abebe Tesfu Redae Hagos Welay Berhe           | Érythrée Yohannes Ghebrehiwet Mehari Tewelde Yoel Asmeron Tesfasilasie Metkel Misgun | Rwanda Renus Byiza Uhiriwe Jean Eric Habimana Barnabé Gahemba Eric Muhoza            |
| 2021  | Algérie Salah Eddine Ayoubi Cherki Abdelkrim Ferkous Mohamed Redwane Brinis Khaled Mansouri | Rwanda Valens Iradukunda Samuel Niyonkuru Etienne Tuyizere Hussein Mugabo            | Afrique du Sud Chanton Perrins Pedri Crause Justin Chesterton Jason Bruintjies       |
| 2022  | Érythrée Aklilu Arefayne Yoel Habteab Even Redase Yonas Tekie                               | Algérie Riad Bakhti Oussama Khelaf Mohamed Abderahmane Ksir Mohamed Medjadji         | Égypte Abdulla Afify Mahmoud Bakr Begad Saad                                         |
| 2023  | Algérie Riad Bakhti Nasrallah Essemiani Bachir Chennafi Djaoued Nhari                       | Maroc Youssef Elgharysy El Mahdi El Aarbaoui Saad Ait Akbour Achraf El Kurymy        | Maurice Jérémy Raboude Samuel Quevauvilliers Gaël André Noah Ong Tone                |

## Palmarès féminin juniors
| Année | Champion         | 2e                         | 3e                     |
| 2013  | Monique Gerber   | Ebtissam Zayed Ahmed       | Mikayla Olivier        |
| 2015  | Helen Mitchell   | Skye Davidson              | Frances Du Toit        |
| 2017  | Hailu Zayd Haftu | Kasahun Tsadkan Gebremedhn | Yasser Mohammed Mariam |
| 2018  | Desiet Kidane    | Furtuna Kasahun            | Zayid Hailu            |
| 2019  | Danait Tsegay    | Diane Ingabire             | Yordanos Russom        |
| 2021  | Chanté Olivier   | Hapepa Eliwa               | Nesrine Houili         |
| 2022  | Caitlin Thompson | Romna Guesh                | Aline Uwera            |
| 2023  | Malak Mechab     | Hosna Bellili              | Alemu Keno             |
| 2024  | Nardos Tsegay    | Nantume Miria              | Eldana Bereket         |

| Année | Champion                   | 2e                         | 3e                   |
| 2013  | Heidi Dalton               | Monique Gerber             | Ebtissam Zayed Ahmed |
| 2015  | Frances Du Toit            | Lynette Benson             | Skye Davidson        |
| 2016  | Donia Rashwan Mahmoud      | -                          | -                    |
| 2017  | Kasahun Tsadkan Gebremedhn | Hailu Zayd Haftu           | Okorie Jacinta       |
| 2018  | Desiet Kidane              | Kasahun Tsadkan Gebremedhn | Zayid Hailu          |
| 2019  | Trhas Teklehaymanot        | Danait Tsegay              | Brkti Fseha          |
| 2021  | Chanté Olivier             | Hapepa Eliwa               | Nesrine Houili       |
| 2022  | Caitlin Thompson           | Raja Chakir                | Saron Tekie          |
| 2023  | Siham Bousba               | Malak Mechab               | Alemu Keno           |
| 2024  | Betiel Efrem               | Aliliaa Darwish            | Kahsay Tsige Kiros   |

### Contre-la-montre par équipes
| Année | Vainqueur                                                                                           | 2e                                                                            | 3e                                                        |
| 2013  | Afrique du Sud Andri Coetzee Heidi Dalton Monique Gerber Mikayla Olivier                            | Égypte Kheloud Ali Salma Hamdy Ahmed Hilmi Hamdiya Hasan Ebtissam Zayed Ahmed | Non attribué                                              |
| 2015  | Afrique du Sud Frances Du Toit Lynette Benson Ame Venter Mandie Swart                               | Non attribué                                                                  | Non attribué                                              |
| 2017  | Égypte Jessenia Ali Yasser Mohammed Mariam Heidi Mohamed Alaa Shaaban                               | Non attribué                                                                  | Non attribué                                              |
| 2019  | Éthiopie Selam Gebru Teka Sefiager Endalaw Eshite Thrhas Teklehaimanot Tesfay Serkalen Taye Watango | Érythrée Danait Tsegay Yordanos Russom Danait Markos Birikti Fessehaye        | Non attribué                                              |
| 2021  | Afrique du Sud Amber Hindmarch Chanté Olivier Ainslii de Beer Mckenzie Pedro                        | Égypte Habiba Edris Gana Eliwa Hapepa Eliwa Mariam Habib                      | Non attribué                                              |
| 2022  | Érythrée Romna Guesh Saron Tekie Fithawit Teklu Rahel Zeresenay                                     | Maroc Salma Benzaaboul Yasmine Bouchiha Raja Chakir Wiame Elmaaroufi          | Égypte Aalaa Ali Mennalaah Belal Gana Eliwa Bsmala Hassan |
| 2023  | Algérie Soulef Silmi Siham Bousba Hosna Bellili Malak Mechab                                        | Éthiopie Keno Disasa Tseige Yigezu                                            | Non attribué                                              |